# Buitenlander

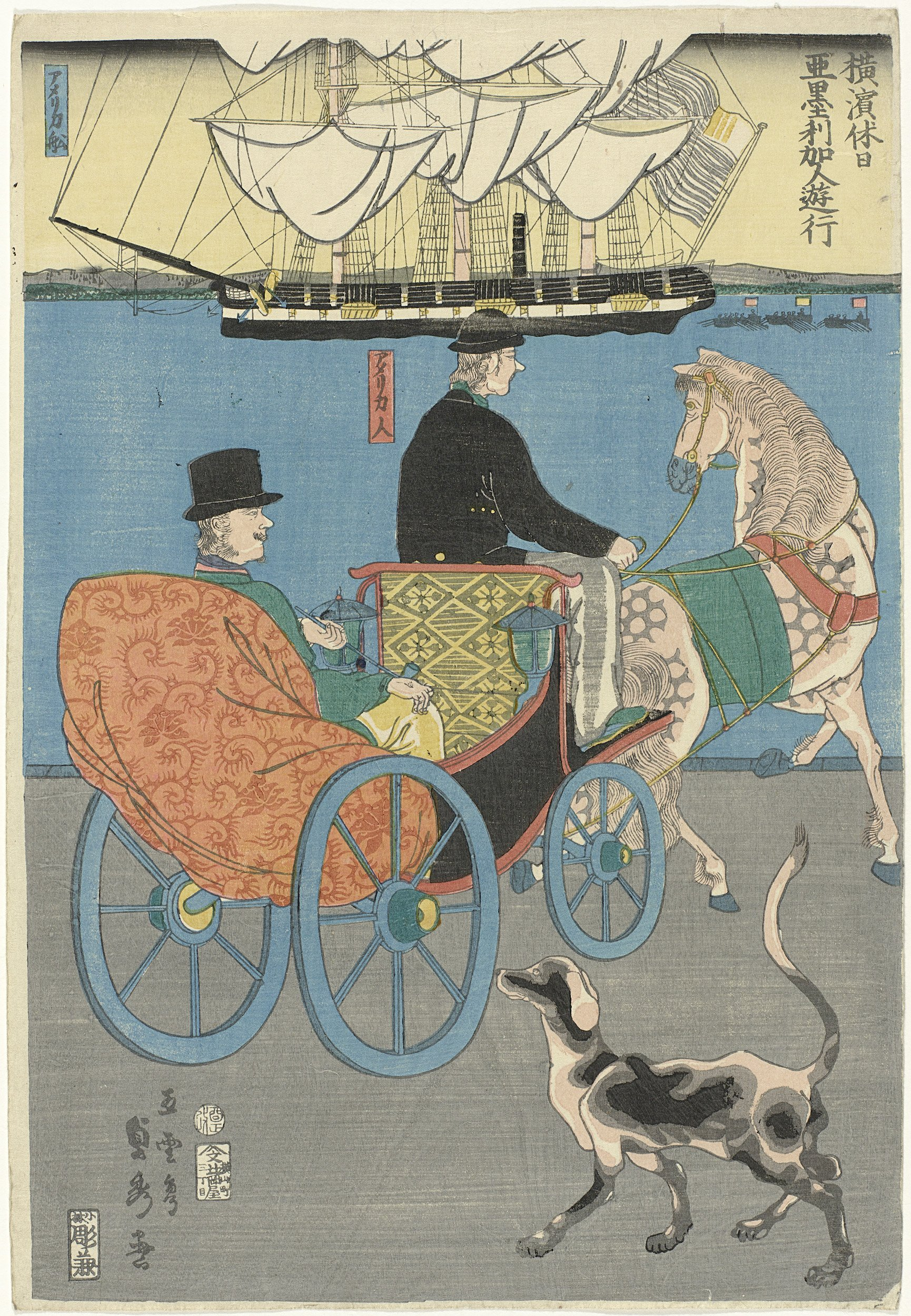
Amerikaan op een uitje, van Utagawa Sadahide, Rijksmuseum Amsterdam

Een buitenlander of vreemdeling in juridische zin is iemand die niet in het bezit is van de nationaliteit van het land waar hij verblijft.  In het algemeen spraakgebruik wordt de term ook gehanteerd om te verwijzen naar mensen met een recentere migratieachtergrond.
De Nederlandse Vreemdelingenwet 2000 definieert een vreemdeling als iemand die de Nederlandse nationaliteit niet bezit en niet op grond van een wettelijke bepaling als Nederlander moet worden behandeld.
Het woord buitenlander heeft in Nederland een sterk pejoratieve klank. Mensen uit etnische minderheden die wel in bezit zijn van de Nederlandse nationaliteit vaak nog steeds door velen als buitenlander worden aangeduid.
In België heeft de term buitenlander eveneens vaak een pejoratieve bijklank. In feite is de term vreemdeling meer ingeburgerd, een woord dat eveneens in het publieke debat vaak verkeerd wordt gebruikt om, net zoals het woord buitenlander, leden van etnische minderheden die wel over de Belgische nationaliteit beschikken te benoemen. De term 'vreemdeling' is in België ook een juridisch begrip om inwoners die niet over de nationaliteit van het verblijfsland beschikken te benoemen en is binnen de rechtsleer of demografie in dat opzicht als neutraal te beschouwen. 
In de loop der tijd ontstond de behoefte aan andere begrippen, want men wilde mensen met een andere achtergrond nog steeds kunnen onderscheiden, ondanks het feit dat velen inmiddels de Nederlandse of Belgische nationaliteit hadden. Zo ontstonden "migrant", "medelander" en ten slotte "allochtoon".